# Parafia Najświętszego Serca Pana w Nowym Boguminie
Parafia Najświętszego Serca Pana w Nowym Boguminie – parafia rzymskokatolicka znajdująca się w dzielnicy Bogumina, Nowym Boguminie, w kraju morawsko-śląskim w Czechach. Należy do dekanatu Karwina diecezji ostrawsko-opawskiej.
Msze prowadzone są również w języku polskim dla polskiej mniejszości.

## Historia
Nowy Bogumin rozwinął się wokół dworca kolejowego C.K. Uprzywilejowanej Kolei Północnej Cesarza Ferdynanda na gruntach wsi Szonychel, w drugiej połowie XIX wieku. Obszar ten należał wówczas do parafii Narodzenia NMP w Boguminie. Budowę kościoła w pobliżu dworca zainicjował Jan Matulski w grudniu 1889 roku. Kościół został konsekrowany przez kardynała Georga Koppa w 1896. Parafię erygowano w 1900 roku.
Po I wojnie światowej Bogumin znalazł się w granicach Czechosłowacji, wciąż jednak podległy był diecezji wrocławskiej, pod zarządem specjalnie do tego powołanej instytucji zwanej: Knížebiskupský komisariát niský a těšínský. Kiedy Polska dokonała aneksji tzw. Zaolzia w październiku 1938 parafię jako jedną z 29 włączono do diecezji katowickiej, a 1 stycznia 1940 z powrotem do diecezji wrocławskiej. W 1947 obszar ten wyjęto ostatecznie spod władzy biskupów wrocławskich i utworzono Apostolską Administraturę w Czeskim Cieszynie, podległą Watykanowi. W 1978 obszar Administratury podporządkowany został archidiecezji ołomunieckiej. W 1996 wydzielono z archidiecezji ołomunieckiej nową diecezję ostrawsko-opawską.